# زیردریایی کلاس دکابریست
سابمارین کلاس دکابریست (به انگلیسی: Dekabrist-class submarine) یک کلاس از زیردریایی است که طول آن 76.00 m (249 feet 4 inches) می‌باشد.